# Sisyra esbenpeterseni
Sisyra esbenpeterseni är en insektsart som beskrevs av Eduard Handschin 1935. Sisyra esbenpeterseni ingår i släktet Sisyra och familjen svampdjurssländor. Inga underarter finns listade i Catalogue of Life.